# Anguison
L'Anguison est une rivière française qui coule dans le département de la Nièvre, et plus précisément dans le massif du Morvan. C'est un affluent direct de l'Yonne en rive droite et donc un sous-affluent de la Seine.

## Géographie
L'Anguison prend sa source sur la commune d'Ouroux-en-Morvan. Elle coule d'abord du sud au nord puis d'est en ouest et enfin, peu avant son confluent avec l'Yonne, du sud-est au nord-ouest. Elle se jette dans l'Yonne (rive droite) non loin de Marigny-sur-Yonne. La longueur de son cours d'eau est de 31,1 km.

## Communes traversées
L'Anguison traverse sept communes, toutes situées dans le département de la Nièvre :
- Ouroux-en-Morvan, Gâcogne, Mhère, Vauclaix, Cervon, Corbigny, Chitry-les-Mines.

## Curiosités - Tourisme
- Chapelle du Banquet (Mhère)
- Château de Raffigny (Gâcogne)
- Château de Lantilly (Cervon)
- Chapelle de Sarre (Corbigny)
- Abbaye Saint-Léonard (Corbigny)